# Pycnanthemum clinopodioides
Pycnanthemum clinopodioides är en kransblommig växtart som beskrevs av John Torrey och Asa Gray. Pycnanthemum clinopodioides ingår i släktet Pycnanthemum och familjen kransblommiga växter. Inga underarter finns listade i Catalogue of Life.